# Zemaljsko antifašističko vijeće narodnog oslobođenja Hrvatske
Zemaljsko antifašističko vijeće narodnog oslobođenja Hrvatske (ZAVNOH) – organ przedstawicielski uczestników antyfaszystowskiego ruchu oporu na terytorium Chorwacji w trakcie II wojny światowej. Funkcjonował w latach 1943–1945.
Sesja założycielska odbyła się 13 czerwca 1943 w Otočacu. Kolejna sesja odbyła się dzień później nad Jeziorami Plitwickimi. Wybrano 11-osobowy komitet wykonawczy, na czele którego stanął Vladimir Nazor. W dniach 12–15 października 1943 ZAVNOH obradował w Plaškach. Podjęto decyzję o aneksji ziem chorwackich, które zostały w 1941 roku przekazane Królestwu Włoch. Na sesji w Topusku w dniach 8–9 maja 1944 podjęto decyzję o odtworzeniu Jugosławii o ustroju federalnym.
W 1945 roku komitet wykonawczy ZAVNOH powierzył Vladimirowi Bakariciowi misję utworzenia ludowego rządu Chorwacji. Został on powołany 14 kwietnia 1945 w Splicie. Ostatnia sesja ZAVNOH miała miejsce w dniach 24–25 lipca 1945 w Zagrzebiu. Przekształcono go w Zgromadzenie Socjalistycznej Republiki Chorwacji.